# 캐리 (소설)
캐리(Carrie)는 미국 작가 스티븐 킹(Stephen King)이 1974년에 발표한 첫 번째 공포 소설이다. 메인주 체임벌린을 배경으로 하는 이 이야기는 친구도 없고 학대받는 종교 가정 출신의 여고생 캐리 화이트가 자신에게 염력이 있다는 사실을 알게 되면서 벌어지는 이야기이다. 캐리를 괴롭힌 것에 대해 죄책감을 느낀 수 스넬은 토미 로스와 함께 캐리를 프롬에 초대하지만 크리스 하겐센(Chris Hargensen)의 프롬 도중 굴욕적인 장난으로 캐리는 자신의 힘으로 마을을 파괴하게 된다. 이야기에는 프롬 사건과 그 가해자에 대한 다양한 관점을 제시하는 가상의 문서가 대략 연대순으로 포함되어 있다. 캐리는 오프닝 샤워 장면과 체임벌린의 파괴가 중추적인 장면이 되는 등 배척과 복수라는 주제를 다룬다.
스티븐 킹은 여성 캐릭터의 이야기를 쓰라는 친구의 제안에 따라 남성 잡지 카발리어(Cavalier)의 단편 소설로 캐리를 쓰기 시작했다. 킹은 처음에는 불편함과 무관심으로 인해 캐리를 포기했고 결코 성공할 수 없을 것이라고 느꼈지만 그의 아내 타비타(Tabitha)는 계속해서 글을 쓰도록 설득했다. 킹은 고등학교 때 알고 지냈던 두 소녀를 바탕으로 캐리의 캐릭터를 기반으로 했으며 서사를 위한 문서 제작을 즐겼다. 더블데이 (출판사)가 캐리의 출판을 승인한 후 킹은 편집자 빌 톰스과 협력하여 소설을 수정했다.
캐리는 1974년 4월 5일에 출판되어 30,000부가 인쇄되었고, 문고판은 1975년 4월 뉴 아메리칸 라이브러리(New American Library)에서 출판되었다. 문고판은 특히 1976년 영화 각색이 개봉된 후 베스트셀러가 되었으며, 4위에 이르렀다. (백만 부 판매) 캐리는 동시에 그리고 회고적으로 전반적으로 긍정적인 평가를 받았다. 데뷔 소설인 캐리는 킹의 경력을 시작하고 그가 주류 성공을 달성하도록 도왔다. 또한 공포 소설에 대한 주류의 관심을 되살리고 현대 공포 작가들 사이에 영향력을 행사한 것으로도 평가되었다. 4편의 영화가 개봉되었고, 그 중 하나는 속편이 나왔고, 뮤지컬로 각색된 작품은 1988년에 공개되었다.